# NGC 2080
NGC 2080 es una nebulosa de emisión visible en la Gran Nube de Magallanes, galaxia que forma parte del Grupo Local. Visualmente se encuentra en la constelación de Dorado, aproximadamente 30' al sur de la famosa nebulosa de la Tarántula (30 Doradus). Como región H II recibe el nombre de (LMC) N160A. 
Su aspecto, que recuerda vagamente a la nebulosa de Orión en miniatura, hace que sea también conocida como Nebulosa Cabeza de Fantasma. La región blanca en el centro indica un núcleo de estrellas masivas calientes en esta región de formación estelar. Las dos áreas más brillantes —los ojos del fantasma— (N160A1 y N160A2) están formadas por burbujas de hidrógeno y oxígeno (en inglés High Excitation Blobs, HEBs), que esconden estrellas masivas. Se piensa que estas estrellas deben haberse formado en los últimos 10 000 años.
NGC 2080 está situada a unos 168 000 años luz de distancia la Tierra. Fue descubierta en 1834 por John Herschel.